# Hanhart-Syndrom
Der Begriff Hanhart-Syndrom ist in der Fachliteratur nicht eindeutig definiert.
Die Namensgebung bezieht sich jeweils auf den Erstautor der Erstbeschreibungen durch den schweizerischen Internisten und Humangenetiker Ernst Hanhart (1891–1973).
Er bezeichnet folgende Syndrome:
- Keratodermie mit Lipomen
- Heredodegenerativer Zwergwuchs
- Oro-akraler-Fehlbildungskomplex
- Familiäre spastische Paraplegie

Die Syndrome sind nicht zu verwechseln mit dem Richner-Hanhart-Syndrom.

## Keratodermie mit Lipomen
Synonyme sind:  Keratosis palmo-plantaris mit systematisierten Lipomen; lateinisch Keratodermia palmo-plantaris papulosa Hanhart
Die Bezeichnung bezieht sich auf eine Beschreibung aus dem Jahre 1947.

## Heredodegenerativer Zwergwuchs
Synonyme sind: Hanhart-Dwarfismus; englisch Hanhart’s syndrome I
Die Bezeichnung bezieht sich auf eine Beschreibung aus dem Jahre 1925.

## Oro-akraler-Fehlbildungskomplex
Synonyme sind: Aglossie-Adaktylie-Syndrom; Hanhart-Syndrom; Jussieu-Syndrom; Hypoglossie-Hypodaktylie-Syndrom englisch Hanhart’s syndrome II 
Die Bezeichnung bezieht sich auf eine Beschreibung aus dem Jahre 1950.

## Familiäre spastische Paraplegie
Synonyme sind: Hanhart-Syndrom IV; englisch Hanhart’s disease
Es handelt sich um eine autosomal-dominant vererbte familiäre spastische Paraplegie mit geistiger Behinderung.
Die Bezeichnung bezieht sich auf eine Beschreibung aus dem Jahre 1936.